# Joachim Scholz (Autor)
Joachim Scholz (* 21. Oktober 1924 in Danzig; † 12. Oktober 2023 in Reilingen) war ein deutscher Exportkaufmann und Verfasser von Zeitzeugenberichten.

## Leben
Joachim Scholz verbrachte seine Kindheit und Jugend in Danzig, bis er 1942 zur Wehrmacht eingezogen wurde. Als Leutnant erlebte er den Krieg gegen die Sowjetunion und geriet am 9. Mai 1945, dem Tag nach der Kapitulation, unweit seiner Heimatstadt in sowjetische Kriegsgefangenschaft. Nach vier Jahren in einem kaukasischen Gefangenenlager kam er nach Westdeutschland. Nach der Entlassung aus sowjetischer Gefangenschaft 1949 lebte Joachim Scholz in Essen und war bei Ferrostaal als Exportkaufmann beschäftigt. Nach seinem Eintritt in den Ruhestand schrieb er seine Lebenserinnerungen und hielt als Zeitzeuge Vorträge.
Seine Bücher schrieb er mit dem Ziel, den folgenden Generationen die Denkweise in dieser Zeit zu übermitteln und am eigenen Beispiel zu zeigen, wie leicht Idealismus fehlgeleitet und missbraucht werden kann. In seinen Werken schilderte er die eigene jugendliche Begeisterung für das erstarkende Großdeutschland und die folgenden Schrecken von Krieg und Gefangenschaft.

## Werke
- Von Danzig nach Danzig – ein weiter Weg 1933–1945, 1986, ISBN 978-3-8003-3142-0
- Als nur die Hoffnung blieb – in russischer Kriegsgefangenschaft, 1989, ISBN 978-3-7921-0393-7

## Youtube
- Joachim Scholz im Zeitzeugenportal